# Sirutiškis

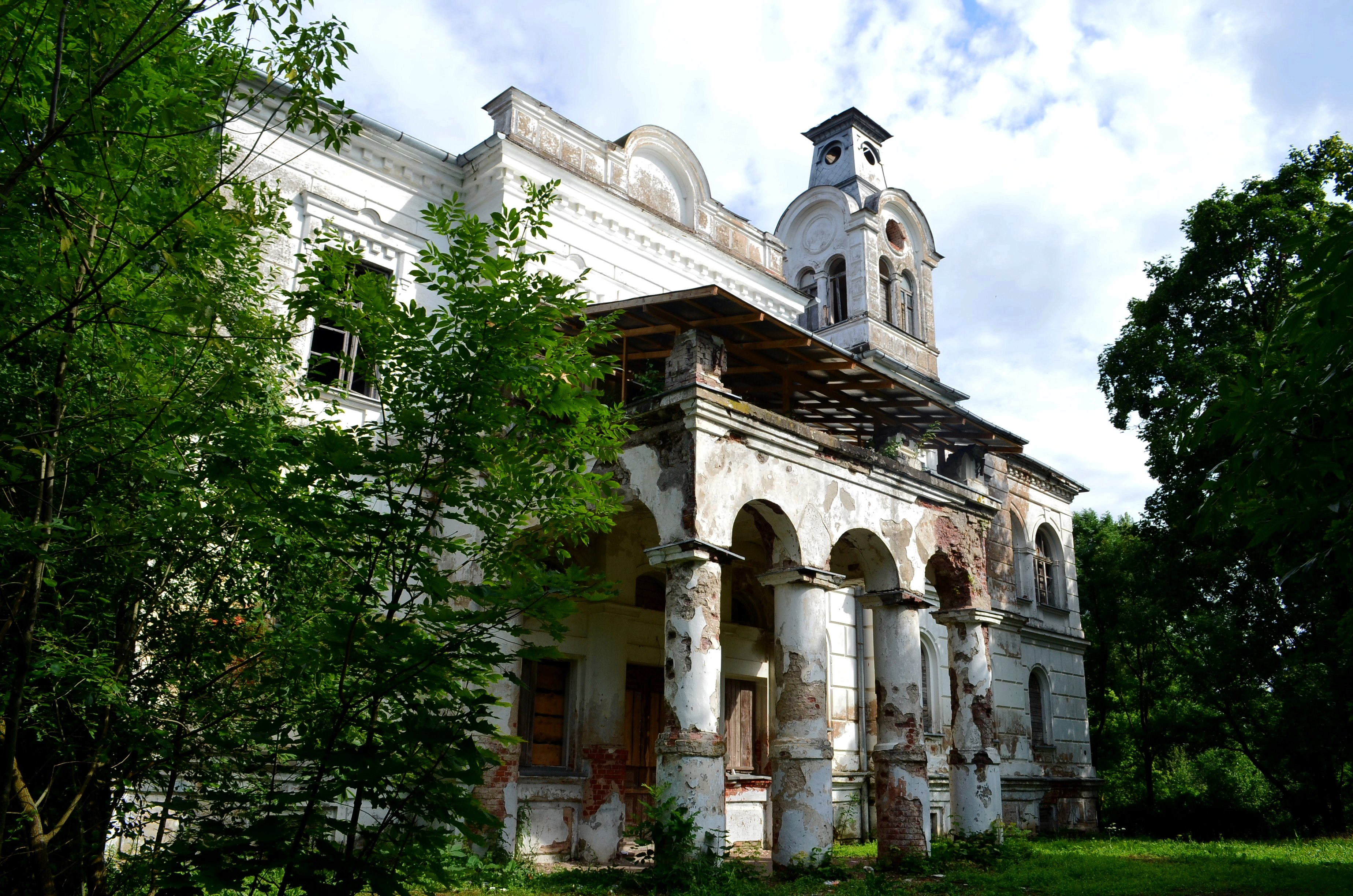
Front pałacu, w głębi wieża widokowa (2013)

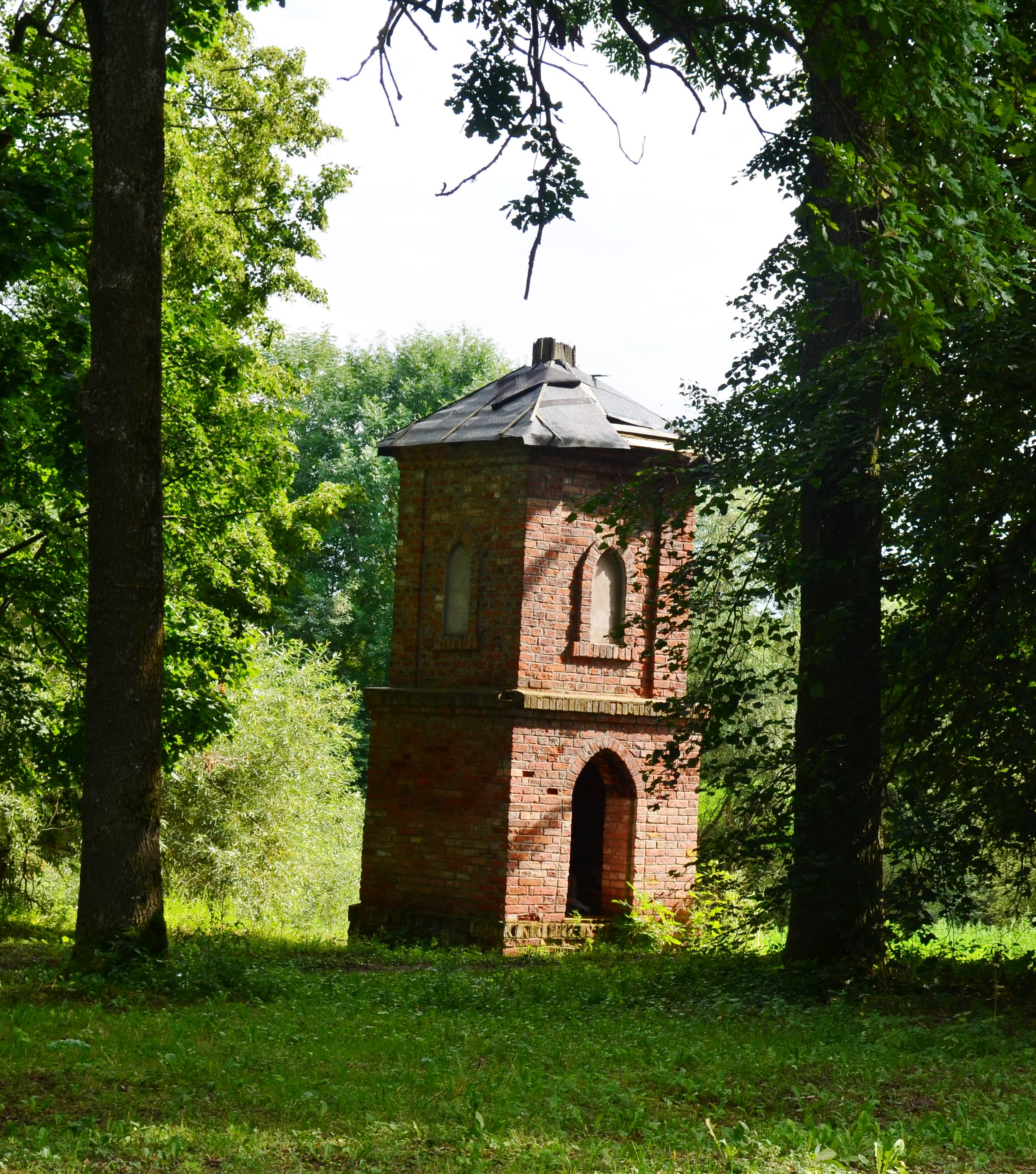
Kaliczka w parku (2013)

Sirutiškis (hist., pol. Syrutyszki) – wieś na Litwie, położona w rejonie kiejdańskim okręgu kowieńskiego, 7 km na północ od Kiejdan, na prawym brzegu Niewiaży.

## Historia
Dobra te w XVII wieku nazywano Poniewieżem (od nazwy rzeki). Kupił je pod koniec tegoż wieku Józef Kazimierz Syruć (~1670–?) herbu Doliwa, mostowniczy grodzieński, wojski i podstarości żmudzki, żonaty z Barbarą Zabiełło herbu Topór. Zmieniono nazwę majątku od jego nazwiska. Około 1760 roku Syrutyszki były własnością jego syna Szymona Syrucia. Ostatnim z rodu Syruciów właścicielem tego majątku był Szymon Syruć (1809–1871), syn bratanka wcześniejszego Szymona. Był on dwukrotnie żonaty. Z pierwszego małżeństwa, z Eufrozyną Kossakowską (1815–1845) miał dwie córki: zmarłą w panieństwie Wandę i Elwirę (1839–1913), która wyszła za Antoniego Komorowskiego (1833–1881) herbu Korczak, III ordynata kurmeńskiego. Prawnukiem Szymona z drugiego małżeństwa, z Wandą Bogdanowiczówną, był Czesław Miłosz. W wyniku umowy rodzinnej Syrutyszki przeszły na Elwirę Komorowską. Po niej majątek odziedziczył jej najmłodszy syn Szymon Komorowski (1869–1907) żonaty z Anną Montwiłł (1878–1930) herbu Mogiła. Kolejnym dziedzicem tych dóbr był ich najmłodszy syn Wincenty (1903–1937), a ostatnią ich właścicielką była wdowa po nim Zofia Komorowska z domu Francuzowicz (1907–2000) herbu Leliwa.
Pod koniec XIX wieku w Syrutyszkach stały ponadto jeszcze dwory: Stankiewiczów, Saworonowiczów i Macenowiczów.
Po III rozbiorze Polski w 1795 roku Syrutyszki, wcześniej wchodzące w skład Księstwa Żmudzkiego Rzeczypospolitej znalazły się na terenie ujezdu kowieńskiego, który należał kolejno do guberni wileńskiej, litewskiej (1797–1801), a później wileńskiej (1801–1843) i kowieńskiej (1843–1915) Imperium Rosyjskiego. Od 1920 roku Syrutyszki należą do Litwy, która w okresie 1940–1990, jako Litewska Socjalistyczna Republika Radziecka, wchodziła w skład ZSRR.
W 1968 roku do wsi przyłączono sąsiednią wieś Beržytė. W 1996 na północ od wsi utworzono Rezerwat Botaniczny Kruosto o powierzchni 61 ha.

## Demografia wsi
1923 – 265
1959 – 191
1970 – 372
1979 – 529
1987 – 519
2001 – 397
2011 – 370.

## Pałac
Szymon Stanisław Cyryl Komorowski zbudował tu na wysokim, urwistym brzegu Niewiaży istniejący do dziś pałac. Jest to budynek zaprojektowany na planie wąskiego prostokąta i zbudowany na wysokich suterenach, murowany, dziesięcioosiowy, dwukondygnacyjny. W jego lewej części znajduje się trzyosiowy, pozorny ryzalit, przebity przez główne drzwi wejściowe i zwieńczony ścianką attykową. Poprzedza go arkadowy portyk z czterema kolumnami i czterema przyściennymi półkolumnami dźwigającymi duży balkon. Po prawej stronie budynku jest drugi, węższy, jednoosiowy ryzalit, nad którym wybudowano wąską, czworoboczną wieżę, nakrytą ozdobnym dachem, z galeryjką widokową. Po stronie ogrodowej dominuje ryzalit, przy którego bokach zbudowano dwa kamienne tarasy przykryte drewnianym dachem wspartym na smukłych kolumienkach. Wszystkie ściany były tynkowane i boniowane. Okna na parterze oraz na piętrze prawej części pałacu są zamknięte półkoliście, pozostałe są prostokątne, kiedyś z bogato ozdobionymi obramieniami. Wydatnymi gzymsami oddzielono poszczególne kondygnacje, gzyms poddachowy jest wsparty na kroksztynach.
Na stromym brzegu Niewiaży rozciągał się park angielski o powierzchni 3 ha. Założono w nim cmentarz rodzinny. Na podjeździe do pałacu był gazon obsadzony ozdobnymi krzewami i kilkoma drzewami. Aleja lipowa prowadziła z podjazdu do biegnącego w pobliżu gościńca, łączącego Kiejdany z Poniewieżem.
We wnętrzu za drzwiami wejściowymi była płytka sień, z której po kilku stopniach wchodziło się do hallu. Po jego lewej stronie był gabinet gospodarza, a po prawej – drewniana klatka schodowa. Naprzeciwko wejścia była jadalnia, wypełniająca ryzalit ogrodowy. Na pierwszym piętrze znajdowały się pokoje mieszkalne i gościnne, a całą przestrzeń nad jadalnią i hallem zajmował duży salon. Na wieżę prowadziła druga klatka schodowa, z której było też zejście do kuchni i pomieszczeń gospodarczych znajdujących się w suterenach.  Poza tym w trakcie ogrodowym był jeszcze jeden duży pokój i mały salon. Wszystkie pomieszczenia ogrzewane były kaflowymi piecami i dwoma kominkami, które stały w jadalni i salonie wielkim. Całe wyposażenie pałacu zostało rozgrabione w czasie I wojny światowej.
W latach 40. XX wieku majątek Syruciów i Komorowskich przekształcono w kołchoz, w pałacu natomiast po II wojnie światowej urządzono prewentorium dla dzieci pracowników zakładów elektrycznych w Kiejdanach. Pałac niszczał mimo kilku prowizorycznych remontów. Na początku XXI wieku zdewastowany pałac kupił Viktor Uspaskich z zamiarem jego renowacji i urządzenia w nim swojej siedziby. Plany te nie zostały zrealizowane, pałac popada w dalszą ruinę.
Majątek Syrutyszki został opisany w 3. tomie Dziejów rezydencji na dawnych kresach Rzeczypospolitej Romana Aftanazego.